# Флаг Днепра
Флаг Днепра (укр. Прапор Дніпра) — флаг города Днепр Днепропетровской области Украины. Изображение флага было утверждено в декабре 2001 года после конкурса, проведённого городской администрацией Днепропетровска. На заключительном этапе конкурса присутствовали 10 образцов, а победителем стал флаг, разработанный С. С. Полюшкиным.
Позже[когда?] дизайн флага изменился: полотнище стало белым со стилизованными волнами Днепра в нижней части, а герб в центре полотнища стал более простым.

## Конкурс 2012 года
18 апреля 2012 года распоряжением городского главы № 212-р был объявлен конкурс проектов флага города. Конкурс завершился 15 мая 2012 года. О предыдущих конкурсах в распоряжении не упоминается.
Новый флаг Днепра был утверждён 5 декабря 2012 года (на момент принятия решения - как флаг города Днепропетровска) на очередной сессии городского совета.
Синим цветом изображены волны реки Днепр, которая является неизменным и мощным символом города Днепра. Герб города, как официальный символ, занимает своё место в центре флага. Основной фон белый — символизирует чистоту намерений и светлое будущее города.

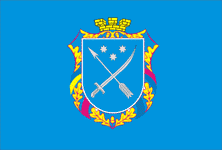
Флаг Днепропетровска утверждённый в 2001 году
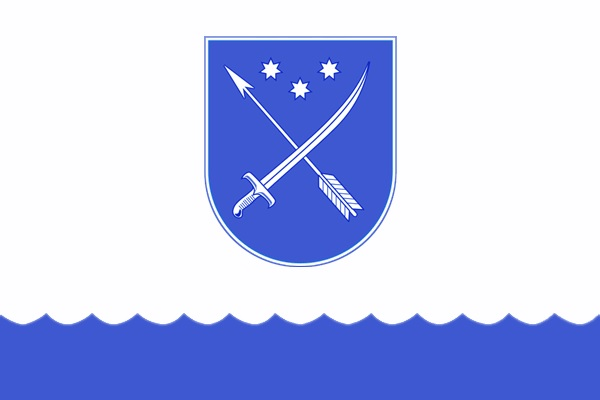
Флаг Днепропетровска действовавший до декабря 2012 года